# حزب الطريق الوطني
حزب الطريق الوطني (بالتركية: Milli Yol Partisi؛ MYP) هو حزب سياسي تركي متطرف وإسلامي. أسسها رمزي جاير، الذي ترك حزب الوحدة العظيم في عام 2021. برنامج السياسة المتعددة هو اليمين المتطرف في السياسة التركية.

## تاريخ
في 14 ديسمبر 2021، أسس الحزب رمزي جاير، الذي انضم إليه 191 سياسيا آخر من حزب الاتحاد الكبير عارضوا رجب طيب أردوغان.غادر العديد من شباب ألبرن أيضا حزب الاتحاد الکبیر وانضموا إلى هذه الحفلة. ليس لدى الحزب أي اختلافات أيديولوجية كبيرة مع حزب الاتحاد الکبیر باستثناء نزاعهم حول أردوغان. في خطاب ألقاه عام 2021، اتهم رمزي جاير حزب الاتحاد الکبیر بالتحول بعيدا جدا عن وجهات نظر ومثل محسن يازجي اوغلو.
ادعى جاير، في خطاب ألقاه، أن حزب المسار الوطني هو الحزب الوحيد الذي سار على خطى مصطفى كمال أتاتورك، وأن محسين يازجي أوغلو وألبارسلان توركيش كانا سيصابان بخيبة أمل في المثاليين الذين يدعمون أردوغان.
يدعو الحزب تركيا إلى عكس نظام أردوغان الرئاسي، والعودة إلى النظام البرلماني والفصل الكامل بين السلطة القضائية والتشريعية والسلطة التنفيذية.
تحدث رمزي جاير في الاجتماع التمهيدي للحزب لمرشحي العمدة في فندق في أنقرة. وصرح أن "هذه الحركة هي روح حرب الاستقلال التي تحرق شعلة الاستقلال، إنها روح مصطفى كمال أتاتورك، هذه الحركة؛ هذه الأمة هي حزب القوميين والمثاليين والمضطهدين الذين ظهروا حتى لا يكون هناك منبوذ أو أقلية في أرضها ووطنها. هذه الخطوة هي محسن يازجي أوغلو. هذه الحركة هي أحمد اليسوي. هذه الحركة هي الإمام الاعظم ابو حنيفة. عندما تقال الكلمة الأخيرة في الشجرة الضيقة لهذه الحركة، كلمتي الأخيرة هي هذه؛ هذا هو طريق مصطفى بهليفان أوغلو، الذي يقول، "ليكن هناك قومية، قد يعيش الوطن، بفضل الإسلام". نحن نرفض أولئك الذين يقفون بجانب طيب أردوغان؛ ندعوكم إلى المسار الوطني. نعم، لديك منزل. لدى محسين يازجي أوغلو طريقة. الب ارسلان تورکش هنا أيضا معنا. يمكن أن يتغير المثاليون الحقيقيون. سنغير المؤسسة السياسية أولا. لا ينبغي النظر إلى حزب المسار الوطني على أنه حزب سياسي. هذه الحركة هي حركة وستغير النظام في تركيا بإذن الله."